# Pseudosinella heteromurina
Pseudosinella heteromurina is een springstaartensoort uit de familie van de Entomobryidae. De wetenschappelijke naam van de soort is voor het eerst geldig gepubliceerd in 1930 door Stach.